# Dick Curless
Richard William Curless (* 17. März 1932 in Fort Fairfield, Maine; † 25. Mai 1995) war ein US-amerikanischer Country-Musik-Sänger, ein Pionier des LKW-Musik-Genres, allgemein bekannt als der „Baron der Country-Musik“. Sein Markenzeichen war die Augenklappe über dem rechten Auge.
Seine Haupterfolge feierte Dick Curless mit A Tombstone Every Mile und mit Hard, Hard Travelling Man.